# Persona no humana

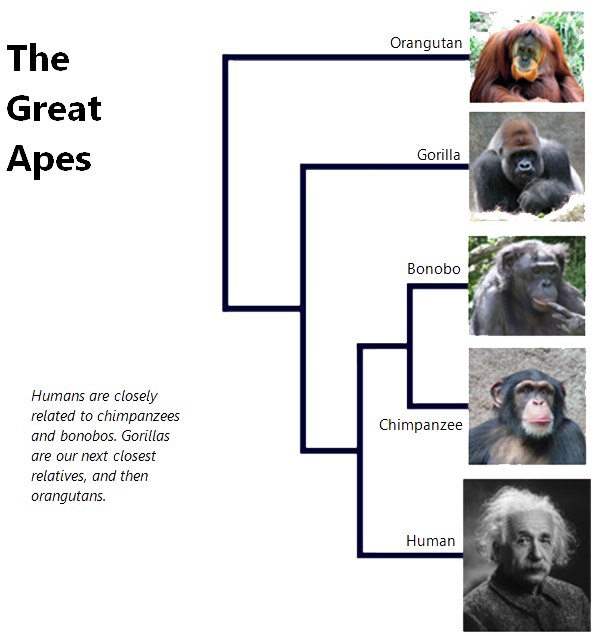
La família dels grans simis. Només l'home es considera "persona".

Persona no humana és una figura jurídica postulada per a algunes espècies animals que demostren capacitats cognitives elevades i un grau d'intel·ligència notable.

## Persones homínides

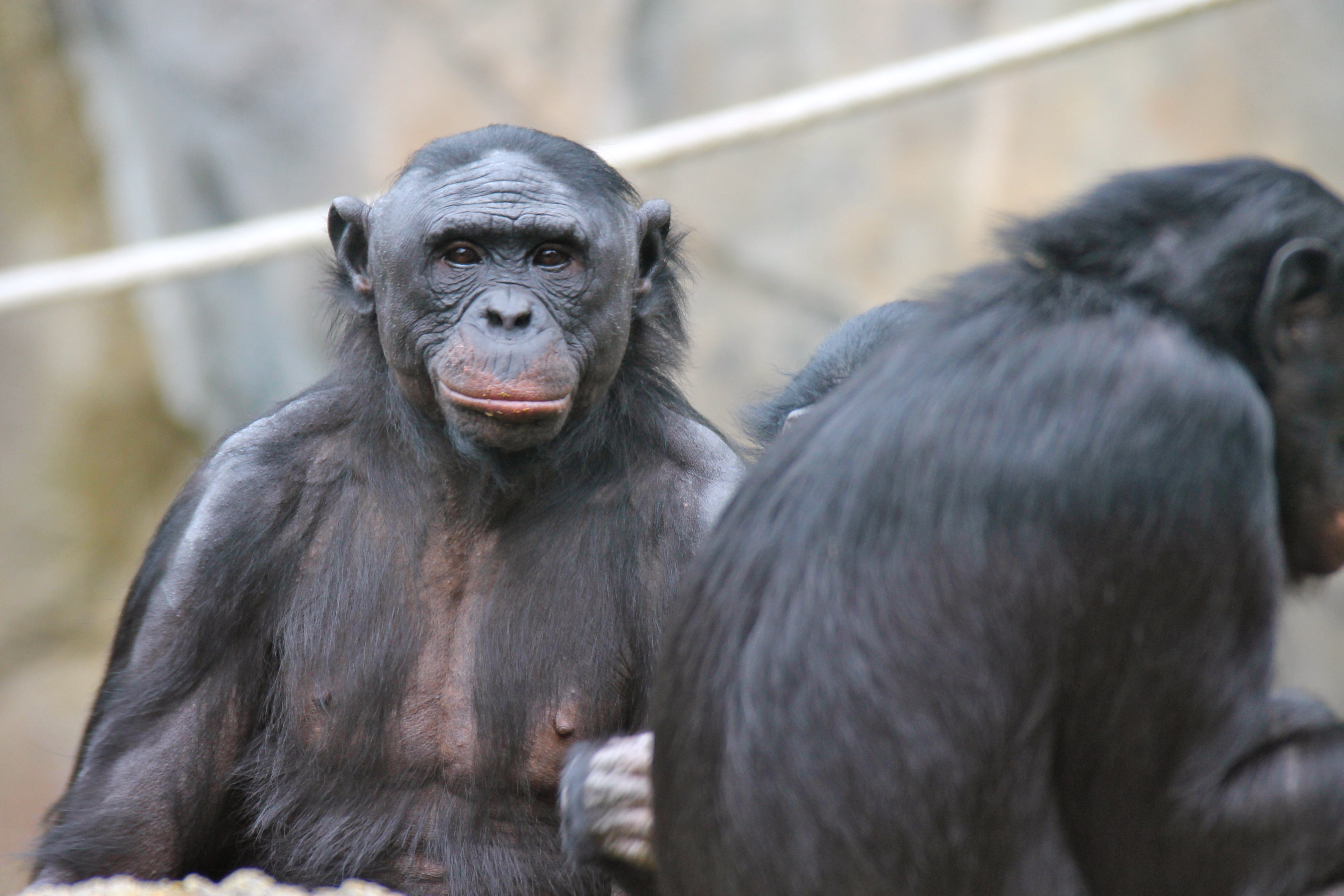
Ximpancés bonobo, els homínids vivents més propers a l'home.

Concretament, hi ha un moviment per reconèixer una forma de personalitat i algunes proteccions legals a tots els "grans simis", és a dir les quatre espècies no humanes de la família Hominidae: bonobos, ximpanzés, goril·les i orangutans.
Els principals defensors d'aquesta pretensió són els primatòlegs Jane Goodall i Dawn Prince-Hughes, el biòleg evolutiu Richard Dawkins, el filòsof Peter Singer i el jurista Steven Wise.

## Altres animals no humans

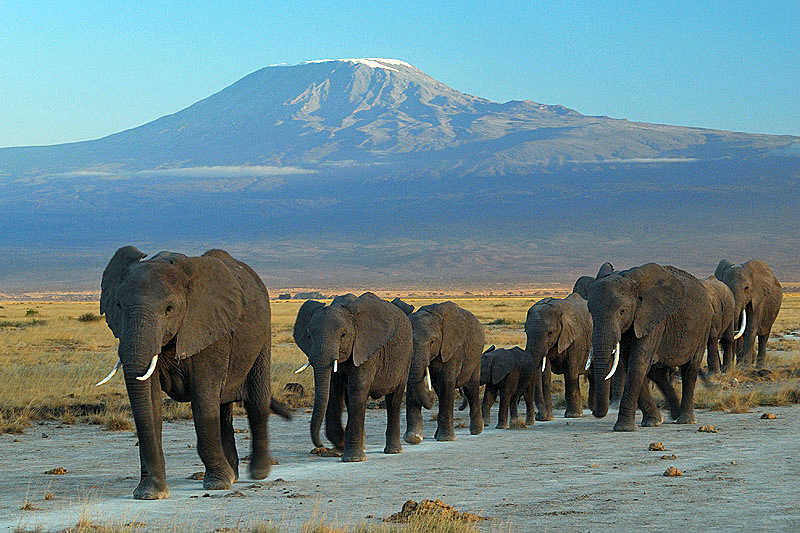
Grup d'elefants protegint els seus cadells.

Alguns filòsofs, així com diversos professionals dedicats al benestar dels animals, a l'etologia, als drets dels animals, i temes relacionats, consideren que s'hauria de respectar la personalitat d'algunes espècies animals. Les espècies que se solen incloure en aquest capítol són, en principi, els grans simis, però també els cetacis (balena, dofí…), i els elefants, a causa de la intel·ligència que demostren i de les seves complexes regles socials.
Anant encara més enllà, la idea d'estendre alguna forma de personalitat a tots els animals té el suport de juristes com Alan Dershowitz i Laurence Tribe.

## Reconeixement de drets
Basant-se en estudis científics i arguments jurídics, filosòfics i bioètics, i en el marc del moviment d'alliberament animal i de la lluita pel benestar animal, es propugna una actualització de la jurisprudència de cada país a l'efecte de què els animals més semblants a l'ésser humà, que fins ara només han gaudit del grau de protecció que suposen els drets dels animals, puguin obtenir l'estatus jurídic de “persones no humanes”.
Si s'aconseguís establir això, podrien tenir garantits, si més no, tres drets fonamentals aplicables fins ara només als éssers humans, però no a la resta d'animals, i que serien: el dret a la vida, el dret a la llibertat i el dret a no ser maltractats ni físicament ni psicològica.
Es tractaria d'un reconeixement inèdit pel fet que aquests drets només s'han reconegut fins ara als éssers humans, identificats de fet amb la categoria de persones físiques, tot i que al llarg de la Història ha passat ben sovint que s'ha privat dels drets fonamentals a diversos grups humans, fins i tot amb el suport de la jurisprudència.
La semblança entre les característiques emocionals dels humans i dels ximpanzés és un dels raonaments d'aquesta reivindicació. El primatòleg Frans de Waal afirmà que el bonobo és capaç de manifestar altruisme, compassió, empatia, amabilitat, paciència i sensibilitat.

## Els defensors dels grans simis

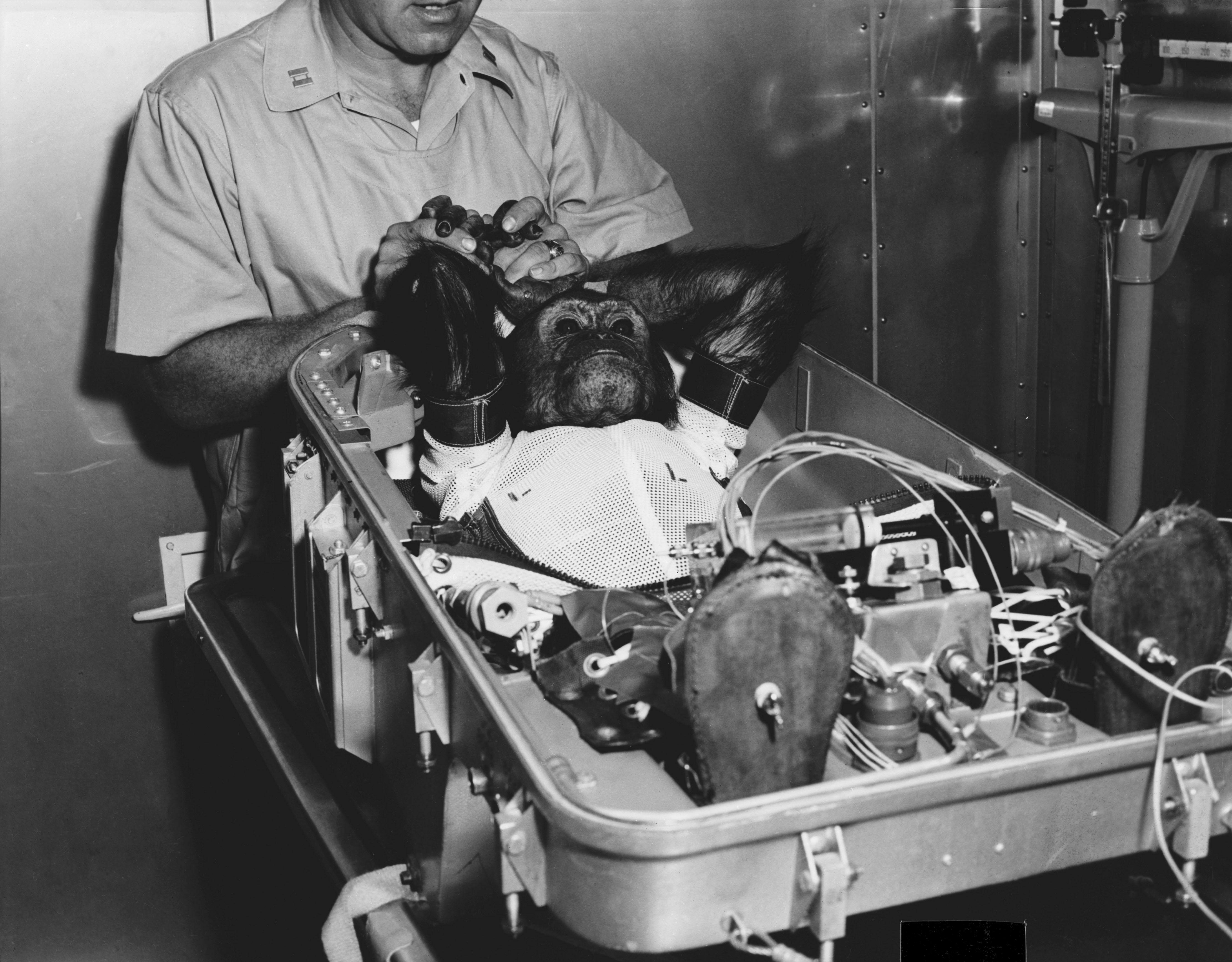
El ximpanzé Enos abans d'entrar a la càpsula espacial Mercury-Atlas 5 el 1961.

Les personalitats més conegudes que defensen la "personalitat no humana" són: la primatòloga Jane Goodall, que ha estat designada "ambaixadora de bona voluntat" de les Nacions Unides per combatre la caça furtiva i l'extinció dels grans simis; Richard Dawkins, antic professor de la Universitat d'Oxford; Peter Singer, professor de filosofia a la Universitat de Princeton; i Steven Wise, advocat i antic professor de la Universitat Harvard, fundador i president del "Projecte Drets No-Humans", que pretén canviar les lleis de cada un dels estats dels Estats Units perquè sigui reconeguda la personalitat dels grans simis i altres animals no humans que tenen consciència d'ells mateixos.
El desembre del 2013, el "Projecte Drets No-Humans" presentà tres demandes en representació de quatre ximpanzés que vivien en captivitat a l'Estat de Nova York, argumentant que havien de ser reconeguts legalment com a persones amb el dret fonamental de ser lliures, que tenien dret a l'habeas corpus i que haurien de ser alliberats immediatament i traslladats a un santuari. Totes tres peticions d'atorgament de l'habeas corpus foren denegades, tot i que quedava la possibilitat de recórrer, cosa que s'està fent actualment.
Els estudis longitudinals de Jane Goodall revelen que la vida social i familiar dels ximpanzés resulta molt semblant a la dels éssers humans en alguns aspectes. Ella mateixa en parla com a individus, i afirma que ells s'hi relacionen com una membre més del clan. Estudis de laboratori sobre l'habilitat lingüística dels simis han començat a revelar altres característiques humanes, genètiques, i finalment es reclassificaren tres espècies de grans simis dins de la família dels homínids.
Altres estudis, com ara el de T. Evans i M. Beran, apunten altres qualitats que els humans comparteixen amb els primats no humans. Resulta que la capacitat d'autocontrolar-se no és exclusiva dels humans. Els ximpanzés, per controlar llur impulsivitat, empren tècniques d'autodistracció similars a les dels nens. Els grans simis també són capaços de planificar i pensar-se “ells mateixos en el futur”. És el procés del viatge mental en el temps. Tasques amb aquest grau de complicació requereixen tenir autoconeixement, i els grans simis en tenen: “la capacitat que contribueix a l'habilitat d'ajornar una recompensa, quan un individu que es coneix a si mateix pot ser capaç d'imaginar-se ell mateix en el futur”.
Aquests descobriments, afegits a l'extinció progressiva dels primats i al moviment pels drets dels animals, han anat pressionant els països perquè reconeguin als simis alguns drets limitats i que esdevinguin legalment "persones". Responent a aquestes pressions, el Regne Unit ha prohibit l'ús de grans simis als laboratoris d'investigació, mentre que es segueix permetent pel que fa als altres primats.
L'escriptor i professor Thomas Rose argumenta que el reconeixement de drets propis dels éssers humans a determinats "no humans" no és res nou. Apunta que a la major part dels països "les corporacions són reconegudes legalment com a persones i tenen garantits molts dels mateixos drets que gaudeixen els humans: el dret de querellar-se, el de votar i la llibertat d'expressió". Dawn Prince-Hughes escrigué que els grans simis apleguen tots els estàndards que defineixen la personalitat: "autoconeixement, comprensió del passat, del present i del futur, capacitat d'entendre normes complexes i les seves conseqüències a nivell emocional, capacitat de triar tot assumint les conseqüències de la tria, capacitat de tenir empatia i capacitat de pensament abstracte".
Gary Francione qüestiona la idea de reconèixer la personalitat a determinats animals basant-se en llur semblança amb els humans (que és el que alguns argumenten en relació als grans simis) i aclareix que la sentiència (la capacitat de sentir) és l'únic que li cal a un animal per tenir determinats drets fonamentals. Per tant, afirma, altres animals, inclosos els gats i les rates, podrien tenir reconeguts alguns drets.

## Projecte Gran Simi
El "Projecte Gran Simi" (en anglès, "The Great Ape Project"), fundat el 1993, reclama una extensió de l'igualitarisme moral per tal d'incloure tots els grans simis, i no només els humans. Això inclou les espècies dels ximpanzés, dels bonobos, dels goril·les i dels orangutans.
El PGS és una organització internacional formada per primatòlegs, psicòlegs, filòsofs i altres experts que promouen una Declaració dels Drets dels Grans Simis per part de les Nacions Unides, que atorgaria certs drets morals i legals als grans simis, incloent-hi el dret a la vida, la protecció de la llibertat individual i la prohibició de la tortura.

## Accions jurídiques
Les ONGs proteccionistes miren d'assolir el seu objectiu amb la presentació davant la justícia de cada país de nombroses demandes d'habeas corpus, instrument jurídic reservat fins ara només a les persones humanes. La millora legal que cerquen és limitada, ja que no pretenen que aquelles espècies obtinguin la plena autonomia que comporta la condició jurídica de persona humana, el que seria equiparar-los amb els humans, sinó tan sols l'estatus de “persona no humana”. Si a aquests animals els fos concedida aquesta figura jurídica, no podrien ser venuts, ni mantinguts en parcs zoològics públics ni privats, i els exemplars que actualment romanen captius s'haurien de traslladar a santuaris on viurien en semillibertat amb altres individus de la seva mateixa espècie, sense l'estrès que pateixen ara en captivitat, on solen patir recintes poc adients, de vegades en solitari o sense parella reproductiva.
Hi ha hagut un antecedent a punt de tenir èxit: el cas de la ximpanzé “Suiza”, que es trobava confinada des de feia més de deu anys en un zoo de Salvador de Bahia, al Brasil. L'any 2005, mercès a una acció coordinada entre l'ONG Nonhuman Rights Project, el biòleg Peter Singer i la primatòloga Jane Goodall, un jutge accedí a l'habeas corpus de la “Suiza” i en decretà la llibertat. Però la sentència no es pogué fer efectiva perquè un dia abans del trasllat previst a un santuari de primats la ximpanzé aparegué morta enverinada.

## Primers canvis legislatius
El maig del 2006, el Partit Socialista Obrer Espanyol (PSOE) i la Confederació dels Verds, van fer una proposició de llei al Parlament espanyol perquè es concedissin alguns drets humans a tots els grans simis. No obstant això, dita proposta (si bé des de la pàgina del projecte es va afirmar el 25 de juny de 2008 que el Congrés espanyol havia anunciat el seu suport) ha passat la seva data de caducitat, ja que en dos anys no ha estat inclosa en l'ordre del dia de cap Comissió de Medi Ambient.
Tot això va venir precedit per anys de batalles legals a Europa. El 1992, Suïssa esmenà la seva Constitució per reconèixer que els animals són "éssers" i no pas "coses". Tanmateix, el 1999 la Constitució de Suïssa fou reescrita de cap a peus. Una dècada més tard, el 2002, Alemanya també esmenà la seva Constitució per tal de reconèixer els drets dels animals, de manera que fou el primer país membre de la Unió Europea a fer-ho.
Nova Zelanda aprovà una protecció força estricta a cinc espècies de grans simis el 1999. Actualment està prohibit utilitzar-los per a la recerca, les proves o l'ensenyament. Alguns consideren que les noves proteccions neozelandeses parteixen d'una situació de drets molt febles. Tanmateix, convé destacar que Nova Zelanda és l'únic país que dona suport al Projecte Gran Simi.
Diversos països europeus, com Àustria, els Països Baixos i Suècia, han prohibit absolutament d'ús de grans simis a les proves que es fan sobre animals.
El 2013, el Ministeri dels Boscos i el Medi Ambient de l'Índia prohibí la importació i la captura de cetacis (balenes i dofins) per a espectacles públics, basant-se en el fet que "els cetacis en general són molt intel·ligents i sensibles" i que "és èticament inacceptable tenir-los captius per exibir-los". S'ha dit que "diversos científics" són partidaris de considerar els cetacis "persones no humanes" amb drets limitats, però el Ministeri no ha pres cap determinació, a part que no tenia l'autoritat legal per fer-ho.

## Taxonomia
Un tant per cent molt alt de l'ADN dels bonobos (Pan paniscus) —entre el 98 y el 99,4%, depenent de les referències— és idèntic al dels humans (Homo sapiens), i, a desgrat de l'opinió generalitzada entre els membres de la nostra espècie, tenen més semblança genètica amb els humans que amb els goril·les. En conseqüència, la comunitat científica reclassificà la taxonomia del bonobo (i també la del ximpanzé comú, Pan troglodytes), canviant llur ubicació des de la família Pongidae a Hominidae, la que inclou els humans. El mateix es va fer més tard amb els goril·les (gènere Gorilla) i els orangutans (gènere Pongo).
Una minoria de científics, com el biòleg Morris Goodman, argumenten que caldria avançar un pas més i recategoritzar els dos ximpanzés en el mateix gènere on es troba l'ésser humà (Homo).
Havent-se extingit la totalitat de les altres espècies del gènere Homo, els ximpanzés comuns i els bonobos han quedat com les dues espècies vivents més properes. Segons anàlisis d'ADN, la branca evolutiva humana se separà de la dels ximpanzés fa 6 milions d'anys. Ambdós ximpanzés se separaren del seu ancestre comú fa menys d'un milió d'anys.